# لحم جسد

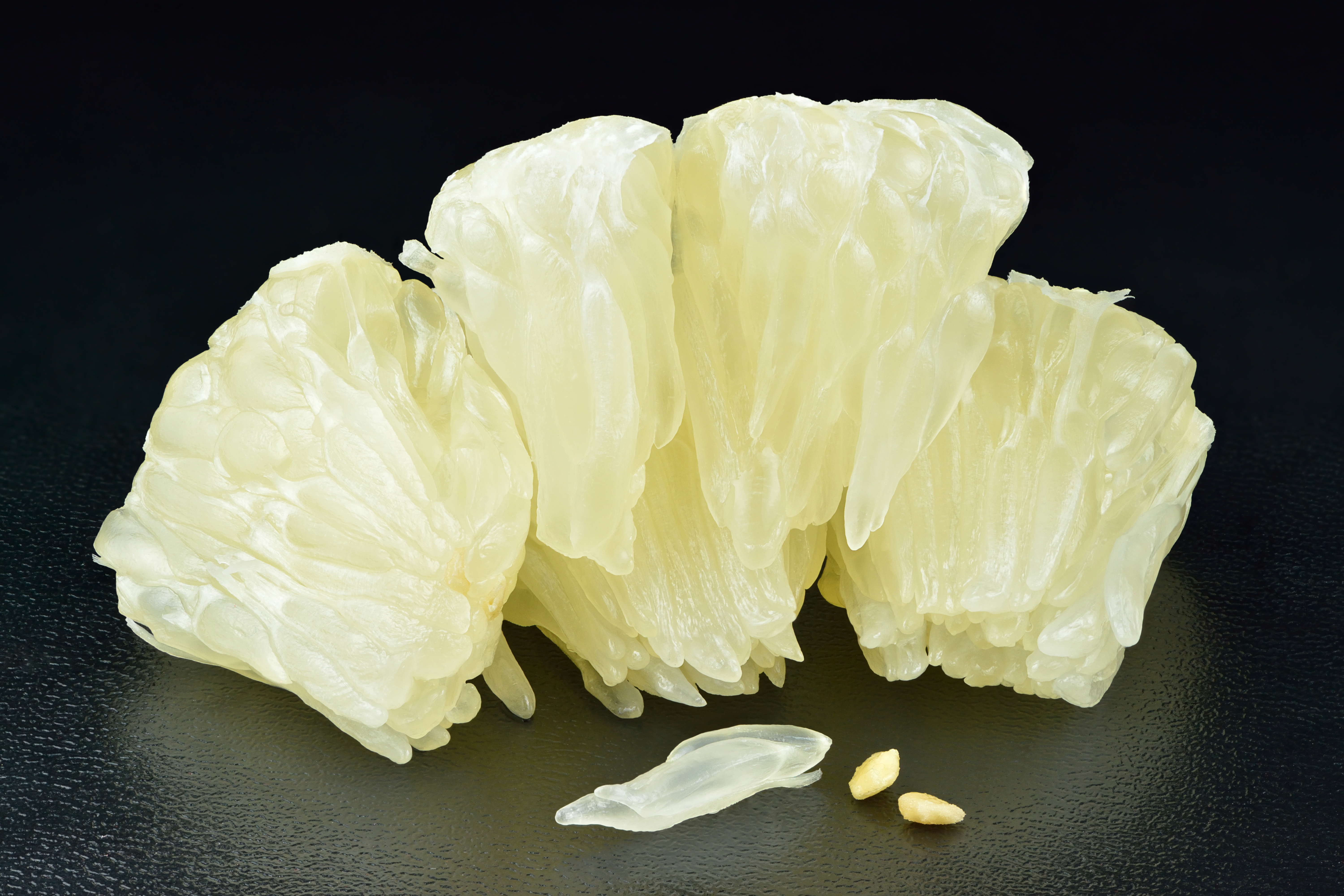

لحم الجسد الاسم الذي يُطلقُ على الأنسجة الغضّة أو الأجزاء الليّنة من أعضاء جسم الإنسان ومعظم الحيوانات ذات العمود الفقري. ويتكوَّن في معظمه من العضلات والأنسجة الرابطة الضّامّة، لكنها تحتوي أيضًا على بعض الدهن. واللحم هو الجزء الَّلحيم من الجسم الذي يحيط بالهيكل العظمي والتجويف الجسدي. ولا يدخل فيه الأعضاء الموجودة في التجويف الجسدي ولا الأنسجة العظمية والسائلة للجسم. اللحم الحيواني غنيٌّ بالمواد المغذّية المهمّة كالدهنيات، والبروتينات، والمعادن.